# Плодове (Таврійська міська громада)
Плодо́ве — селище в Україні, у Таврійській міській громаді Каховського району Херсонської області. Населення становить 1101 осіб.
Населення переважним чином зайняте у сільському господарстві (колишній радгосп «Новокаховський») та промисловості (підприємства Нової Каховки і Таврійська).
Щодо інфраструктури: її майже нема — за приблизно 50 років існування селища з трьох головних вулиць заасфальтована була лише одна.
Освітлення вулиць немає. З комунальних вигод є лише електрика і водогін.

## Історія
Російське Вторгнення в Україну(2022)
24 лютого 2022 року Окупанти розпочали вторгнення на Херсонщину зі сторони тимчасово захопленого Криму село разом з сусідніми містами-Нова Каховка та Таврійськ було захоплено того ж дня.
20 жовтня ЗСУ поцілили в російський Склад Боєприпасів у Плодовому.

## Населення

### Мова
Розподіл населення за рідною мовою за даними перепису 2001 року:
| Мова            | Кількість | Відсоток |
| --------------- | --------- | -------- |
| українська      | 728       | 66.12%   |
| російська       | 366       | 33.24%   |
| білоруська      | 3         | 0.28%    |
| румунська       | 2         | 0.18%    |
| інші/не вказали | 2         | 0.18%    |
| Усього          | 1101      | 100%     |